# Skopje Fest
Skopje Fest, znany także jako Festiwał na zabawni mełodii Skopje – coroczny konkurs muzyczny organizowany od 1968 przez macedońską (w latach 1968–1994 – jugosłowiańską) sieć telewizyjno-radiową MRT. Od 1996 program ma na celu wyłonienie reprezentanta kraju w Konkursie Piosenki Eurowizji.